# 貪食鿳屬

貪食鿳屬（學名：Labracoglossa）為日鱸目蠍魚科的一屬，傳統上歸類於鱸形目鿳科。

## 分類
本屬傳統被歸類為舵魚科之一屬，但原有的舵魚科存有併係群問题，於是分類學者拆分出蠍魚科，本屬是其四個屬之一。
本屬包含2個种：
- 銀腹貪食鿳 Labracoglossa argenteiventris Peters, 1866
- 光澤貪食鿳 Labracoglossa nitida McCulloch & Waite, 1916

## 外部連結
- 维基共享资源上的相關多媒體資源：貪食鿳屬